# ليونارد كوان
ليونارد كوان (بالإنجليزية: Leonard Kwan)‏ هو عازف قيثارة أمريكي، ولد في 1931، وتوفي في 2000.

## وصلات خارجية
- ليونارد كوان على موقع ميوزك برينز (الإنجليزية)
- ليونارد كوان على موقع أول ميوزيك (الإنجليزية)
- ليونارد كوان على موقع ديسكوغز (الإنجليزية)